# Mårten Svedberg
Jan Erik Mårten Svedberg (13 de junio de 1980; Mullsjö) es un actor sueco.
Conocido por interpretar a Vidar Pettersson en las películas de Johan Falk. 

## Biografía
En 2005 se unió al "Teaterhögskolan i Malmö" ('Academia de Teatro en Malmö'), de donde se graduó en 2009.

## Trayectoria
En el 2012 obtuvo su primer papel importante en películas cuando interpretó por primera vez al policía Vidar Pettersson, un oficial de la Unidad de Investigaciones Especiales "GSI" en series de las películas de Johan Falk: Johan Falk: Spelets regler, Johan Falk: De 107 patrioterna, Johan Falk: Alla råns moder, Johan Falk: Organizatsija Karayan y en Johan Falk: Barninfiltratören.
Ese mismo año apareció como invitado en el sexto episodio de la primera temporada de la serie sueca Real Humans (en sueco: "Äkta människor") donde interpretó a Jan.
En 2013 interpretó nuevamente a Vidar en la película Johan Falk: Kodnamn: Lisa junto a Jakob Eklund, Jens Hultén y Joel Kinnaman. 
En 2015 apareció por última vez como Vidar, ahora en las películas de Johan Falk: Ur askan i elden, Johan Falk: Tyst diplomati, Johan Falk: Blodsdiamanter, Johan Falk: Lockdown y finalmente en la última entre de la franquicia Johan Falk: Slutet.
Ese mismo año apareció en la serie Beck donde interpretó a Petter Lindvall, un joven que está convencido de que el doctor Johan Fors (Johan Holmberg), el médico que atendía a su madre es el responsable de su muerte.

## Filmografía

### Películas
| Año  | Título                            | Personaje        | Notas                                                                                               |
| ---- | --------------------------------- | ---------------- | --------------------------------------------------------------------------------------------------- |
| 2015 | Johan Falk: Slutet                | Vidar Pettersson | junto a Jakob Eklund, Jens Hultén, Meliz Karlge y Mikael Tornving                                   |
| 2015 | Johan Falk: Lockdown              | Vidar Pettersson | junto a Jakob Eklund, Jens Hultén, Meliz Karlge, Henrik Norlén y Mikael Tornving                    |
| 2015 | Johan Falk: Blodsdiamanter        | Vidar Pettersson | junto a Jakob Eklund, Jens Hultén, Meliz Karlge y Alexander Karim                                   |
| 2015 | Johan Falk: Tyst diplomati        | Vidar Pettersson | junto a Jakob Eklund, Jens Hultén, Meliz Karlge, Alexandra Rapaport y Mikael Tornving               |
| 2015 | Johan Falk: Ur askan i elden      | Vidar Pettersson | junto a Jakob Eklund, Jens Hultén, Meliz Karlge, Henrik Norlén y Mikael Tornving                    |
| 2013 | Piska en matta                    | Jacob            | corto - junto a Josefin Asplund                                                                     |
| 2013 | Johan Falk: Kodnamn: Lisa         | Vidar Pettersson | junto a Jakob Eklund, Joel Kinnaman, Jens Hultén, Meliz Karlge y Henrik Norlén                      |
| 2012 | Johan Falk: Barninfiltratören     | Vidar Pettersson | junto a Jakob Eklund, Joel Kinnaman, Jens Hultén, Meliz Karlge y Mikael Tornving                    |
| 2012 | Johan Falk: Organizatsija Karayan | Vidar Pettersson | junto a Jakob Eklund, Joel Kinnaman, Jens Hultén, Meliz Karlge y Mikael Tornving                    |
| 2012 | Johan Falk: Alla råns moder       | Vidar Pettersson | junto a Jakob Eklund, Joel Kinnaman, Jens Hultén, Meliz Karlge y Mikael Tornving                    |
| 2012 | Johan Falk: De 107 patrioterna    | Vidar Pettersson | junto a Jakob Eklund, Joel Kinnaman, Jens Hultén, Meliz Karlge, Anastasios Soulis y Mikael Tornving |
| 2012 | Johan Falk: Spelets regler        | Vidar Pettersson | junto a Jakob Eklund, Joel Kinnaman, Jens Hultén, Meliz Karlge y Mikael Tornving                    |

### Series de televisión
| Año  | Título      | Personaje       | Notas                    |
| ---- | ----------- | --------------- | ------------------------ |
| 2015 | Gåsmamman   | Järvinen        | 2 episodios              |
| 2015 | Beck        | Petter Lindvall | episodio "Sjukhusmorden" |
| 2012 | Real Humans | Jan             | episodio # 1.6           |

### Teatro
| Año  | Obra            | Personaje | Director (a)  | Teatro                | Notas |
| ---- | --------------- | --------- | ------------- | --------------------- | ----- |
| 2007 | Romeo och Julia | -         | Maria Löfgren | Göteborgs Stadsteater | -     |